# Filip Mrčić
Filip Mrčić (* 19. März 1999) ist ein kroatischer Leichtathlet, der sich auf den Hochsprung spezialisiert hat.

## Sportliche Laufbahn
Erste internationale Erfahrungen sammelte Filip Mrčić beim Europäischen Olympischen Jugendfestival (EYOF) 2015 in Tiflis, bei dem er mit übersprungenen 1,95 m den elften Platz belegte. Im Jahr darauf schied er dann bei den erstmals ausgetragenen Jugendeuropameisterschaften ebendort mit 2,00 m in der Qualifikation aus und 2017 belegte er bei den Balkan-Hallenmeisterschaften in Belgrad mit 2,10 m den neunten Platz. Anschließend schied er bei den U20-Europameisterschaften in Grosseto mit 2,09 m in der Vorrunde aus. 2018 wurde er bei den Balkan-Hallenmeisterschaften in Istanbul mit einer Höhe von 2,10 m Siebter, wie auch bei den U23-Mittelmeermeisterschaften in Jesolo mit derselben Höhe. Anschließend erreichte er bei den U20-Weltmeisterschaften in Tampere mit 2,07 m Rang 13 und klassierte sich bei den Balkan-Meisterschaften in Stara Sagora mit 2,10 m auf dem neunten Platz. Im Jahr darauf schied er bei den U23-Europameisterschaften im schwedischen Gävle mit 2,07 m in der Qualifikation aus und belegte daraufhin bei den Balkan-Meisterschaften in Prawez mit 2,05 m den fünften Platz. 2020 erreichte er bei den Balkan-Hallenmeisterschaften in Istanbul mit 2,05 m Rang zehn und bei den Freiluftmeisterschaften in Cluj-Napoca gelangte er mit 1,95 m auf den sechsten Platz. 2021 wurde er dann bei den Balkan-Hallenmeisterschaften in Istanbul mit 2,10 m Vierter und erreichte bei den Freiluftmeisterschaften in Smederevo mit 2,09 m Rang acht.
In den Jahren 2018, 2020 und 2021 wurde Mrčić kroatischer Meister im Freien sowie 2020 und 2021 in der Halle.

## Persönliche Bestleistungen
- Hochsprung: 2,16 m, 19. Mai 2018 in Zagreb
  - Hochsprung (Halle): 2,13 m, 18. Februar 2017 in Rijeka